# Hiroshi Hara (botánico)
Hiroshi Hara (1911-1986) fue un botánico, briólogo y pteridólogo japonés graduado en la Universidad de Tokio, teniendo destacados profesores como Takenoshin Nakai (1882-1952).

## Honores

### Epónimos
- (Annonaceae) Mitrephora harai H.Ohashi[1]
- (Caprifoliaceae) Lonicera harai Makino[2]
- (Caryophyllaceae) Silene harai Nakai[3]
- (Poaceae) Sasa harai Nakai[4]
- (Saxifragaceae) Saxifraga harai H.Ohba & M.Wakabayashi[5]

- La abreviatura «H.Hara» se emplea para indicar a Hiroshi Hara como autoridad en la descripción y clasificación científica de los vegetales.[6]